# Зеленово (платформа)
Зелено́во — остановочный пункт Сасовского направления Московской железной дороги. Расположен у переезда на автодороге Александрово — Зеленёва. Бывшая станция.

## Пассажирское движение
В 2012 году станция является промежуточной остановкой всех электропоездов, следующих из Рязани по Сасовскому направлению — всего 10 пар ежедневно. Время в пути от Рязани — 25 минут.
Посадочные платформы низкие и не оборудованы турникетами.